# Fade to Black (videojuego)
Fade to Black es un videojuego perteneciente a la categoría aventura de acción o aventura de disparo en 3D desarrollado por Delphine Software originalmente para PC en 1995. En 1996 tuvo una versión para PlayStation que, en el año 2008, fue reeditada en la PlayStation Network para PlayStation 3 y PSP. Unas versiones para Sega Saturn y Nintendo 64 lanzan este juego pero fueron cancelados sin motivo aparente. Es la secuela de Flashback: The Quest for Identity, juego anterior al más puro estilo de aventura de acción de plataformas.
Fue uno de los primeros juegos publicados para PlayStation, seguramente uno de los primeros rivales de Resident Evil y Tomb Raider. Lamentablemente sus ventas no fueron muy abultadas debido a numerosos problemas de gráficos y jugabilidad, haciendo que la productora no prosperara.

## Trama
En el papel de Conrad Hart, recién apresado a una celda de los temibles Morph, una raza alienígena similar a reptiles humanoides, nuestro papel es terminar con la amenaza extraterrestre antes que éstos eliminen a la especie humana. Para ello es necesario escapar de la prisión y abandonar los dominios Morph, todo ello con la ayuda del Oráculo y otros personajes, como también luchando contra los mismos Morph y todo tipo de criaturas.

## Características del juego
Desarrollado un año antes que Tomb Raider, los modelos son bastante cuadriculados y el control que se tiene del personaje es bastante primitivo, resultando difícil maniobrar para desenvolverse en el juego. Muchos jugadores han criticado también los saltos de dificultad del juego, pues los enemigos solían ser lentos respecto al jugador, no obstante el hecho de matar a un determinado personaje podía impedir resolver los puzles para poder avanzar en el juego.
El estilo de jugabilidad es más bien parecido a un juego de disparo en tercera persona, acercándose la cámara tras la cabeza en los momentos en que empuña el arma para disparar. Los numerosos saltos que hay que realizar para evitar trampas mortales son lo más parecido que resta de su precuela de plataformas.

## Atmósfera
A pesar de sus problemas, el entorno del juego es sobradamente elegante. Es de resaltar el ambiente marcadamente de ciencia ficción y la banda sonora, pues intensifica cada momento de la partida produciendo tensión extra a la que ya de por sí tiene el juego.

## Niveles
1. The Prison
2. Morph Base
3. Mars Mining Facility
4. Venus Space Station
5. The Pyramid
6. Landing Pad
7. Underground
8. Morph Mothership
9. Earth Base: Command Room
10. Earth Base: Dormitory
11. Reactor Room
12. The Master Brain
13. The Escape

- Datos: Q282941